# Nepohádky
Nepohádky (v anglickém originále Tell Me a Story) je americký psychologický televizní seriál, který měl premiéru dne 31. října 2018 na streamovací službě CBS All Access. Seriál je inspirovaný mexickým televizním seriálem Marcose Osoria Vidala Érase una vez. Tvůrcem americké verze je Kevin Williamson a hlavní role hrají James Wolk, Billy Magnussen, Dania Ramirez, Danielle Campbell, Dorian Crossmond Missick, Sam Jaeger, Davi Santos, Michael Raymond-James, Zabryna Guevara, Paul Wesley a Kim Cattrall.
Dne 17. prosince 2018 byla stanicí CBS objednána druhá řada, která měla premiéru dne 5. prosince 2019. V Česku je seriál vysílán stanicí HBO. Dne 11. května 2020 stanice seriál zrušila.

## Synopse
Příběh seriálu přetváří celosvětově nejoblíbenější pohádky na temné a psychologické příběhy. První řada se odehrává v současném New Yorku a převypravuje klasické pohádky o Třech malých prasátkách, Červené kalkulce a Jeníčkovi a Mařence do epického a podvratného příběhu lásky, chamtivosti, ztráty, pomsty a vraždy. Druhá řada se odehrává v Nashvillu a převypravuje pohádky Kráska a zvíře, Šípková Růženka a Popelka.

## Obsazení

### Hlavní role
První řada
- James Wolk jako Jordan Evans
- Billy Magnussen jako Joshua „Nick“ Sullivan
- Dania Ramirez jako Hannah Perez
- Danielle Campbell jako Kayla Powell
- Dorian Crossmond Missick jako Sam
- Sam Jaeger jako Tim Powell
- Davi Santos jako Gabe Perez
- Michael Raymond-James jako Mitch Longo
- Zabryna Guevara jako Renee Garcia
- Paul Wesley jako Eddie Longo
- Kim Cattrall jako Colleen Powell

Druhá řada
- Paul Wesley jako Tucker Reed[8]
- Odette Annable jako Maddie Pruitt[9]
- Danielle Campbell jako Olivia Moon[10]
- Matt Lauria jako Jackson Pruitt[9]
- Eka Darville jako Beau Morris[9]
- Natalie Alyn Lind jako Ashley Rose Pruitt[9]
- Ashley Madekwe jako Simone Garland[9]
- Carrie-Anne Moss jako Rebecca Pruitt[10]

### Vedlejší role
První řada
- Paulina Singer jako Laney Reed
- Kurt Yaeger jako Terry
- Becki Newton jako Katrina Thorne
- Spencer Grammer jako Beth
- Rarmian Newton jako Ethan Davies
- Justine Cotsonas jako Carla
- Tonya Glanz jako Shelley
- James Martinez jako Olsen
- Debra Monk jako Esther Thorne
- Luke Guldan jako Billy
- Jennifer Ikeda jako Rita
- Sanjit De Silva jako Mark
- Dan Amboyer jako Blake
- Polly Draper jako Madeline
- Claire Saunders jako Vicki
- David Andrews jako Richard Winston
- Elliot Villar jako Detective Herrera
- Quincy Chad jako detektiv Grant
- Simone Missick jako Mariana Reynolds

Druhá řada
- Kathryn Prescott jako Susie
- Phillip Rhys jako Damien Hewett
- Casey Thomas Brown as Kyle Verafield
- Evan Parke jako Ken Morris
- Garcelle Beauvais jako Veronica Garland
- Christopher Meyer jako Ron Garlan
- Caleb Castille jako Derek Garland
- Harry Shum Jr. jako Brendan
- Audrey Corsa jako Taylor
- Julia Campbell jako Cora

### Hostující role
- Monica Dogra jako DJ (díl: „Chapter 4: Rage“)
- Charles Esten jako pan Pruitt (2. řada)

## Seznam dílů

### První řada (2018–2019)
| Č. v seriálu | Č. v řadě | Původní název           | Český název        | Režie               | Scénář                                | Premiéra v USA     |
| ------------ | --------- | ----------------------- | ------------------ | ------------------- | ------------------------------------- | ------------------ |
| 1            | 1         | Chapter 1: Hope         | 1. díl: Naděje     | Liz Friedlander     | Kevin Williamson                      | 31. října 2018     |
| 2            | 2         | Chapter 2: Loss         | 2. díl: Ztráta     | Liz Friedlander     | Eduardo Javier Canto a Ryan Maldonado | 8. listopadu 2018  |
| 3            | 3         | Chapter 3: Greed        | 3. díl: Chamtivost | Mark Tonderai       | Hollie Overton                        | 15. listopadu 2018 |
| 4            | 4         | Chapter 4: Rage         | 4. díl: Vztek      | Mark Tonderai       | Kim Clements                          | 22. listopadu 2018 |
| 5            | 5         | Chapter 5: Madness      | 5. díl: Šílenství  | Solvan "Slick" Naim | Heather Zuhlke                        | 29. listopadu 2018 |
| 6            | 6         | Chapter 6: Guilt        | 6. díl: Vina       | Jeff T. Thomas      | Mary Leah Sutton                      | 6. prosince 2018   |
| 7            | 7         | Chapter 7: Betrayal     | 7. díl: Zrada      | Millicent Shelton   | Andrea Thornton Bolden                | 13. prosince 2018  |
| 8            | 8         | Chapter 8: Truth        | 8. díl: Pravda     | John Stuart Scott   | Steve Stringer                        | 20. prosince 2018  |
| 9            | 9         | Chapter 9: Deception    | 9. díl: Podvod     | Adam Davidson       | Heather Zuhlke                        | 27. prosince 2018  |
| 10           | 10        | Chapter 10: Forgiveness | 10. díl: Odpuštění | Craig Zisk          | Kevin Williamson a Mary Leah Sutton   | 3. ledna 2019      |

### Druhá řada (2019–2020)
| Č. v seriálu | Č. v řadě | Původní název   | Český název   | Režie               | Scénář                                                           | Premiéra v USA    |
| ------------ | --------- | --------------- | ------------- | ------------------- | ---------------------------------------------------------------- | ----------------- |
| 11           | 1         | The Curse       | bude oznámeno | Jeff T. Thomas      | Kevin Williamson a Mary Leah Sutton                              | 5. prosince 2019  |
| 12           | 2         | Writer's Block  | bude oznámeno | Solvan „Slick“ Naim | Steve Stringer                                                   | 12. prosince 2019 |
| 13           | 3         | Family Business | bude oznámeno | Anne Hamilton       | Sylvia L. Jones                                                  | 19. prosince 2019 |
| 14           | 4         | Number One Fan  | bude oznámeno | David Grossman      | Hollie Overton                                                   | 26. prosince 2019 |
| 15           | 5         | New Pages       | bude oznámeno | Jeff T. Thomas      | Treena Hancock a Melissa R. Byer                                 | 2. ledna 2020     |
| 16           | 6         | Lost and Found  | bude oznámeno | Millicent Shelton   | Mark Hudis                                                       | 9. ledna 2020     |
| 17           | 7         | Thorns and All  | bude oznámeno | Jeff T. Thomas      | Mary Leah Sutton                                                 | 16. ledna 2020    |
| 18           | 8         | Sweet Dreams    | bude oznámeno | Kevin Tancharoen    | Brian Millkin                                                    | 23. ledna 2020    |
| 19           | 9         | Favorite Son    | bude oznámeno | Jeff T. Thomas      | příběh: Hollie Overton, scénář: Treena Hancock a Melissa R. Byer | 9. ledna 2020     |
| 20           | 10        | Ever After      | bude oznámeno | Jeff T. Thomas      | Mark Hudis a Michael Peterson                                    | 6. února 2020     |

## Produkce

### Vývoj
Dne 30. listopadu 2017 bylo oznámeno, že CBS All Access objednalo nový seriál Tell Me a Story, inspirovaný mexickým seriálem Marcose Osoria Vidala Érase una vez. Tvůrcem americké verze je Kevin Williamson. Seriál produkují Williamson, který je také scenáristou seriálu, Aaron Kaplan a Dana Honor. Produkční společností je firma Kapital Entertainment. 9. května 2018 bylo oznámeno, že výkonnou producentkou a režisérkou prvních dvou dílů bude Liz Friedlander. Dne 5. srpna 2018 bylo během Television Critics Association oznámeno, že premiéra seriálu se uskuteční 31. října 2018.
Dne 17. prosince 2018 byla stanicí CBS objednána druhá řada. Její premiéra se uskutečnila dne 5. prosince 2019. Dne 11. května 2020 stanice seriál zrušila.

### Casting
V květnu 2018 bylo oznámeno, že do hlavních rolí seriálu byli obsazeni Billy Magnussen a Kim Cattrall. V červnu 2018 se k hlavnímu obsazení přidali také Danielle Campbell, Paul Wesley, James Wolk, Dania Ramirez a Sam Jaeger. V červenci 2018 bylo ohlášeno, že si Davi Santos, Zabryna Guevara a Dorian Missick zahrají hlavní role. V srpnu 2018 bylo oznámeno, že herci Michael Raymond-James, Kurt Yaeger, Rarmian Newton a Paulina Singer budou tvořit část vedlejšího obsazení.

### Natáčení
Hlavní natáčení první řady začalo 28. června 2018 v New Yorku a skončilo na začátku listopadu 2018. Druhá řada seriálu se natáčela od 1. července 2019 do 18. prosince 2019.